# Grewia insularis
Grewia insularis är en malvaväxtart som beskrevs av Ridley. Grewia insularis ingår i släktet Grewia och familjen malvaväxter. Inga underarter finns listade i Catalogue of Life.